# پاپیروس ایبرس

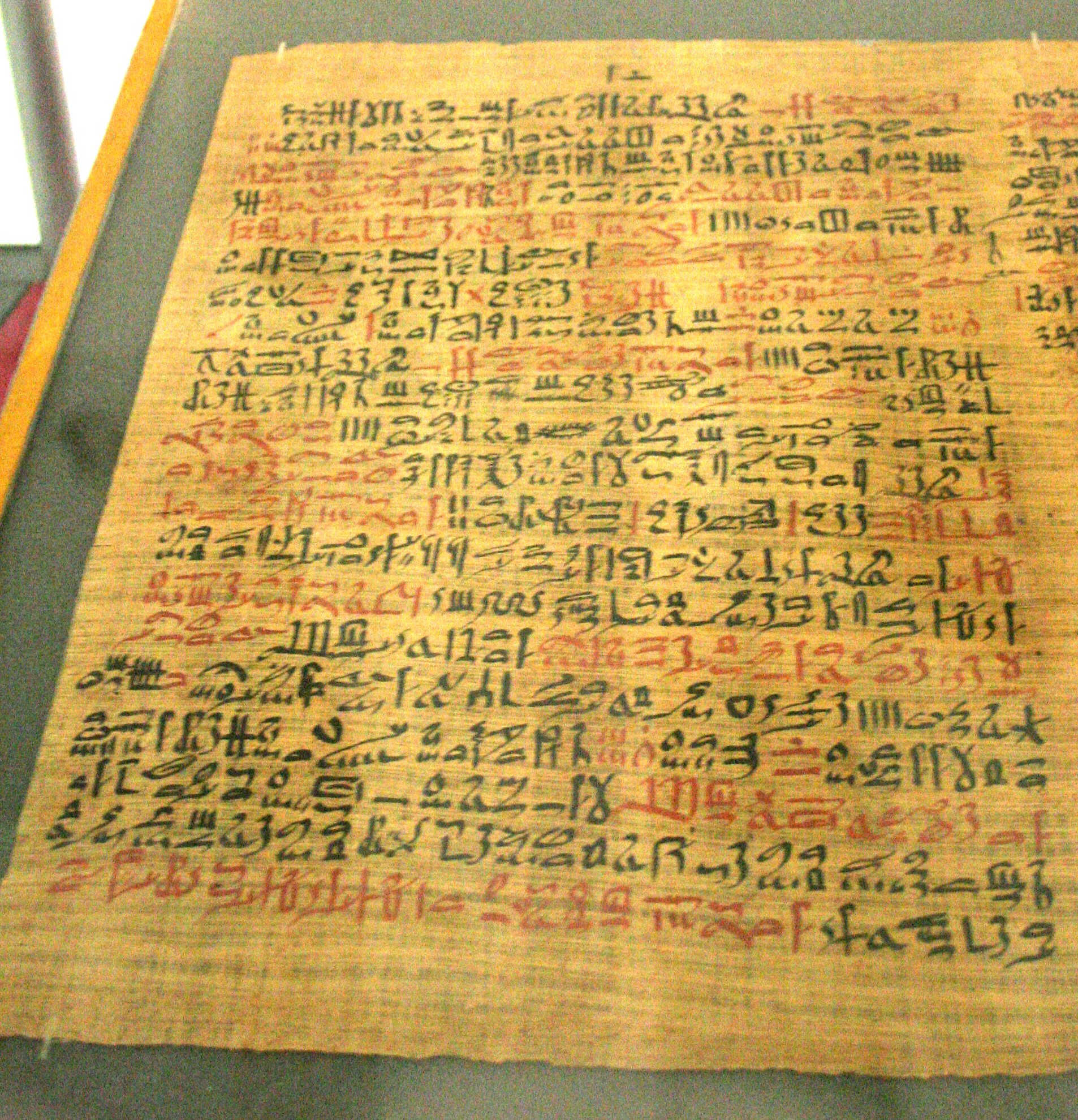
پاپیروس ایبِرس (حدود سال ۱۵۵۰ پیش از میلاد) از مصر

پاپیروس ایبِرس (Ebers Papyrus) یک پاپیروس پزشکی مصری مبتنی بر دانش گیاهان است که قدمت آن به حدود ۱۵۵۰ سال پیش از میلاد می‌رسد (اواخر دوره دوم میانی یا اوایل پادشاهی نوین مصر). این پاپیروس، به‌عنوان یکی از قدیمی‌ترین و مهم‌ترین پاپیروس‌های پزشکی مصر باستان، در زمستان ۱۸۷۳–۱۸۷۴ در اقصر توسط گئورگ ایبرس خریداری شد. پاپیروس ایبرس، اکنون در کتابخانهٔ دانشگاه لایپزیگ در آلمان نگهداری می‌شود.

## پیشینه
این پاپیروس در حدود ۱۵۰۰ سال پیش از میلاد نوشته شده اما اعتقاد بر این است که از متون پیشین، رونویسی شده‌است. پاپیروس ایبرس یک طومار ۱۱۰ صفحه‌ای است که حدود ۲۰ متر طول دارد.
پاپیروس ایبرس، همراه با پاپیروس‌های زنان کاهون (حدود ۱۸۰۰ پیش از میلاد)، پاپیروس ادوین اسمیت (حدود ۱۶۰۰ پیش از میلاد)، پاپیروس هرست (حدود ۱۶۰۰ پیش از میلاد)، پاپیروس بروگش (حدود ۱۳۰۰ پیش از میلاد) و پاپیروس پزشکی لندن (حدود ۱۳۰۰ پیش از میلاد)، از قدیمی‌ترین اسناد پزشکی حفظ‌شده در تاریخ است. پاپیروس بروگش و پاپیروس پزشکی لندن در برخی از اطلاعات، با پاپیروس ایبرس، مشترک هستند.
سند دیگری موسوم به پاپیروس کارلسبرگ، با پاپیروس ایبرس یکسان است، اما منبع اولیهٔ اطلاعات آن‌ها، نامعلوم است.

## دانش پزشکی

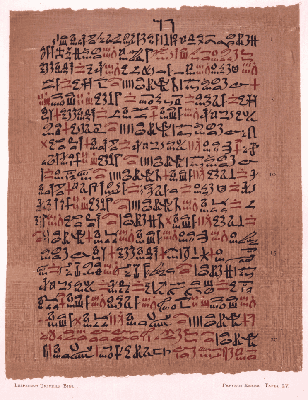
درمان آسم به روش پاپیروس ایبرس شامل ترکیبی از گیاهانی است که بخار آن‌ها پس از حرارت دادن بر روی آجرهای داغ، مورد استنشاق بیمار قرار می‌گیرد.

پاپیروس ایبرس با خط مصری هیراتیک نوشته شده و گسترده‌ترین و بهترین سند شناخته‌شده از روش‌های درمانی در مصر باستان است.
این طومار، حاوی حدود ۷۰۰ فرمول جادویی و داروهای عامیانه است که شامل افسون‌های بسیاری است که با تصور دور کردن شیاطین بیماری‌زا به‌کار می‌رود و همچنین شواهدی از سنت تجربه‌گرایی در آن وجود دارد.
این پاپیروس حاوی «رساله‌ای در مورد قلب» است که در آن، اشاره می‌شود که قلب، مرکز تأمین خون است و رگ‌های آن، به هر عضو بدن متصل است.
به‌نظر می‌رسد که مصریان باستان، اطلاعات کمی در مورد کلیه‌ها داشته‌اند و قلب را محل پیوستن تعدادی از رگ‌ها دانسته‌اند که تمام مایعات بدن از جمله خون، اشک، ادرار و منی را منتقل می‌کنند.
بیماری‌های روانی در فصلی از این پاپیروس به‌نام «کتاب قلب‌ها»، به تفصیل آمده و در آن اختلالاتی مانند افسردگی و زوال عقل پوشش داده می‌شود.
پاپیروس ایبرس شامل فصل‌هایی در مورد پیشگیری از بارداری، تشخیص بارداری و مواردی دیگر در رابطه با پزشکی زنان، بیماری‌های روده و انگل‌ها، مشکلات چشم و پوست، دندان‌پزشکی، درمان جراحی آبسه‌ها و تومورها، استخوان‌سازی و سوختگی است.

## نمونه‌هایی از روش‌های درمانی
نمونه‌هایی از روش‌های درمانی ذکر شده در پاپیروس ایبرس عبارت‌اند از:
- پیشگیری از بارداری: «برای جلوگیری از لقاح، خمیری از خرما، اقاقیا و عسل را به پشم بمالید و به‌عنوان رحم‌بند استفاده کنید».[۶]
- دیابت شیرین: «مخلوطی از آقطی، الیاف گیاهی آسیت، شیر، آبجو، گل خیار و خرمای سبز بنوشید.» (در حال حاضر، معلوم نیست که «اسیت» چیست).[۷]
- بیماری کرم گینه: «انتهای قابل‌مشاهدهٔ کرم را دور یک چوب بپیچید و به‌آرامی آن را بیرون بکشید.» این روش، پس از ۳۵۰۰ سال، همچنان به‌عنوان یک درمان استاندارد باقی مانده‌است.[۸]

### استفادهٔ دارویی از خاک رس اُخرایی
یکی از رایج‌ترین داروهایی که در پاپیروس ایبرس توضیح داده شده، اخر یا خاک رس دارویی است که برای مشکلات روده و چشم تجویز می‌شود. اخرای زرد نیز به‌عنوان درمانی برای مشکلات اورولوژی توصیف شده‌است.

## دفع حشرات
استفاده از ترکیبات دافع حشرات مشتق‌شده از گیاهان و دیگر جانداران در طبیعت از زمان پاپیروس ایبرس، شناخته‌شده‌است. چندین نمونه از این مواد دافع را می‌توان در متن پاپیروس ایبرس یافت.

## تاریخچهٔ معاصر
مانند پاپیروس ادوین اسمیت، پاپیروس ایبرس در سال ۱۸۶۲ در اختیار ادوین اسمیت قرار گرفت.
منبع این پاپیروس، ناشناخته است، اما گفته می‌شود که بین پاهای یک مومیایی در منطقهٔ اساسیف در شهر مردگان تبان پیدا شده‌است. این پاپیروس حداقل تا سال ۱۸۶۹ در کلکسیون ادوین اسمیت بود و در سال ۱۸۷۲ توسط مصرشناس و رمان‌نویس آلمانی، گئورگ ایبرس، خریداری شد و به‌نام او نیز نامگذاری شده‌است.
پس از بازنشستگی ایبرس از کرسی مصرشناسی خود در لایپزیگ، پاپیروس او در کتابخانهٔ دانشگاه لایپزیگ باقی ماند. ترجمهٔ انگلیسی پاپیروس توسط پل غلیونجی منتشر شد و توسط محققان دیگر، به زبان‌های دیگر ترجمه و منتشر شده‌است.